# Gerardus Vossius
Gerrit Janszoon Vos znany jako Gerardus Joannes Vossius (ur. 1577 w Heidelbergu; zm. 17 marca 1649 w Amsterdamie) – niderlandzki uczony i humanista, wykładowca historii, filozofii, teologii i greki. Autor licznych dzieł z dziedziny historii, retoryki, gramatyki, a także słownika etymologicznego.

## Życiorys
Urodził się w Heidelbergu w marcu lub kwietniu 1577 roku. Jego rodzicami byli kupiec i kaznodzieja Joannes Vossius i Cornelia van Buel. Rodzina mieszkała w Heidelbergu od 1571 roku po przeprowadzce z Roermondu, spowodowanej prześladowaniami protestantów. Krótko po jego narodzinach rodzina przeniosła się do Dordrechtu, gdzie jego ojciec został później pastorem. Vos uczęszczał do szkoły łacińskiej w Dordrechcie, a następnie studiował sztukę i teologię w Lejdzie. Przed ukończeniem studiów teologicznych wrócił do Dordrechtu, aby objąć stanowisko rektora w szkole łacińskiej. W 1606 roku opublikował Oratoriae Institutiones, dzieło, które zyskało mu uznanie jako mistrza retoryki. W latach 1615–1619 kierował Collegium Theologicum w Lejdzie. Od listopada 1622 roku wykładał łacinę, literaturę i historię powszechną na Uniwersytecie w Lejdzie. Odrzucił propozycję profesury na Uniwersytecie w Cambridge, ale w 1631 roku przyjął stanowisko pierwszego rektora nowo powstającego Athenaeum Illustre w Amsterdamie. Współpracował tam z humanistą Casparem Barlaeusem, razem brali udział w spotkaniach Muiderkring, zgromadzenia skupiającego literatów i muzyków.
Zmarł w 1649 roku zarażony różą, chociaż podawano także inne okoliczności jego śmierci. Vossius miał po kłótni w księgarni wrócić wzburzony do domu i umrzeć wyczerpany emocjami. Według innej wersji miał zginąć przygnieciony ciężkimi woluminami po tym, jak załamał się pod nim stopień bibliotecznej drabiny. 
Jego syn Isaac Voss, erudyta i królewski bibliotekarz, zgromadził imponującą kolekcję książek, którą pośmiertnie przekazał Uniwersytetowi w Lejdzie.

## Dzieła
Był jednym z pierwszych uczonych badających dogmaty i niechrześcijańskie religie z punktu widzenia historii. Jego najważniejsze dzieła to:
- De historicis Graecis, libri IV, (1601)
- Commentariorum Rhetoricorum oratoriarum institutionum Libri VI (1606)
- Historiae de controversiis quas Pelagius eiusque reliquiae moverunt (1618)
- Rhetorices contractae sive partitionum oratoriarum libri V (1621)
- Aristarchus, sive de arte grammatica (1635 i 1695; nowe wyd. w 2 tomach, 1833–35)
- Rhetorices contractae sive partitionum oratoriarum libri V (1621)
- De rhetorices natura ac constitutione, et antiquis rhetoribus, sophistis, ac Oratoribus, liber I, (1621)
- Ars historica, sive de historiae & historices natura, historiaeque scribendae preceptis, commentatio, (1623)
- De Historicis Graecis Libri IV (1624)
- De Historicis Latinis Libri III (1627)
- Aristarchus, sive de arte grammatica, (1635)
- Commentatorium rhetoricorum (1630)
- Of Errors of Speech and Latino-Barbarous Terms (1640)
- De Theologia Gentili (1642)
- Latina prosodia, et artis metricae elementa, (1645)
- Dissertationes Tres de Tribus Symbolis, Apostolico, Athanasiano et Constantinopolitano (1642)
- Poeticarum institutionum libri III (1647); nowe wyd. 2006
- De artis poeticae natura ac constitutione liber (1647); nowe wyd. 2006
- De Imitatione Liber (1647); nowe wyd. 2006
- De baptismo Disputationes XX et una de sacramentorum vi atque efficacia, (1648)
- De quatuor artibus popularibus, de philologia et scientiis mathematicis, cui operi subiungitur chronologia mathematicorum. 3. De universae mathesios natura et constitutione liber, cui subjungitur chronologia mathematicorum, (1650)
- De historicis Latini, libri III, (1651)
- The Times of the Ancient Poets (1654)
- Harmoniae evangelicae de passione, morte, resurrectione, ac adscensione Iesu Christi, Servatoris nostri, libri tres, (1656)
- Etymologicum linguae Latinae (1662; nowe wyd. w 2 tomach, 1762–63)
- De theologia gentili et physiologia christiana; sive de origine ac progressu idololatriae, (1662)
- Correspondence of Vossius with Eminent Men (1691)

Jego dzieła zebrane zostały wydane w Amsterdamie (6 tomów, 1695–1701). Jego dzieła o retoryce były bardzo popularne i używane jako podręczniki. Popierał definicje Arystotelesa, a sprzeciwiał się Ramusowi. Największy wpływ wywarli na niego Arystoteles i Cyceron, cytował także Bartłomieja Keckermanna, Menandra, Hermogenesa i Nicolasa Caussin’a.